# هربرت سلاتر
هربرت سلاتر (11 نوفمبر 1881 في المملكة المتحدة - 2 ديسمبر 1958 في المملكة المتحدة) (بالإنجليزية: Herbert Slater)‏ هو لاعب كريكت بريطاني (وحمل سابقاً جنسية المملكة المتحدة لبريطانيا العظمى وأيرلندا). لعب مع نادي مقاطعة ديربيشاير للكريكت ‏.